# Calle Porvera
La calle Porvera es una calle de la ciudad Jerez de la Frontera, (Andalucía, España).
Al igual que la calle Larga, tiene su origen a finales del siglo XVI, ya que su recorrido es igualmente anejo al antiguo trazado de la muralla, al que se le han hecho varios pasajes
Históricamente ha servido para vertebrar el enlace entre la antigua Puerta de Sevilla (actualmente Alameda Cristina) y antigua Puerta de Santiago, conectando por fuera de la muralla el centro comercial de la ciudad con el populoso barrio extramuros de Santiago. Esta misma función desarrolla la calle Francos vía intramuros.
De historia noble y aristócrata, cuenta con un nutrido número de casas señoriales y palacios, ostentando un conjunto arquitectónico relevante.

## Nombre

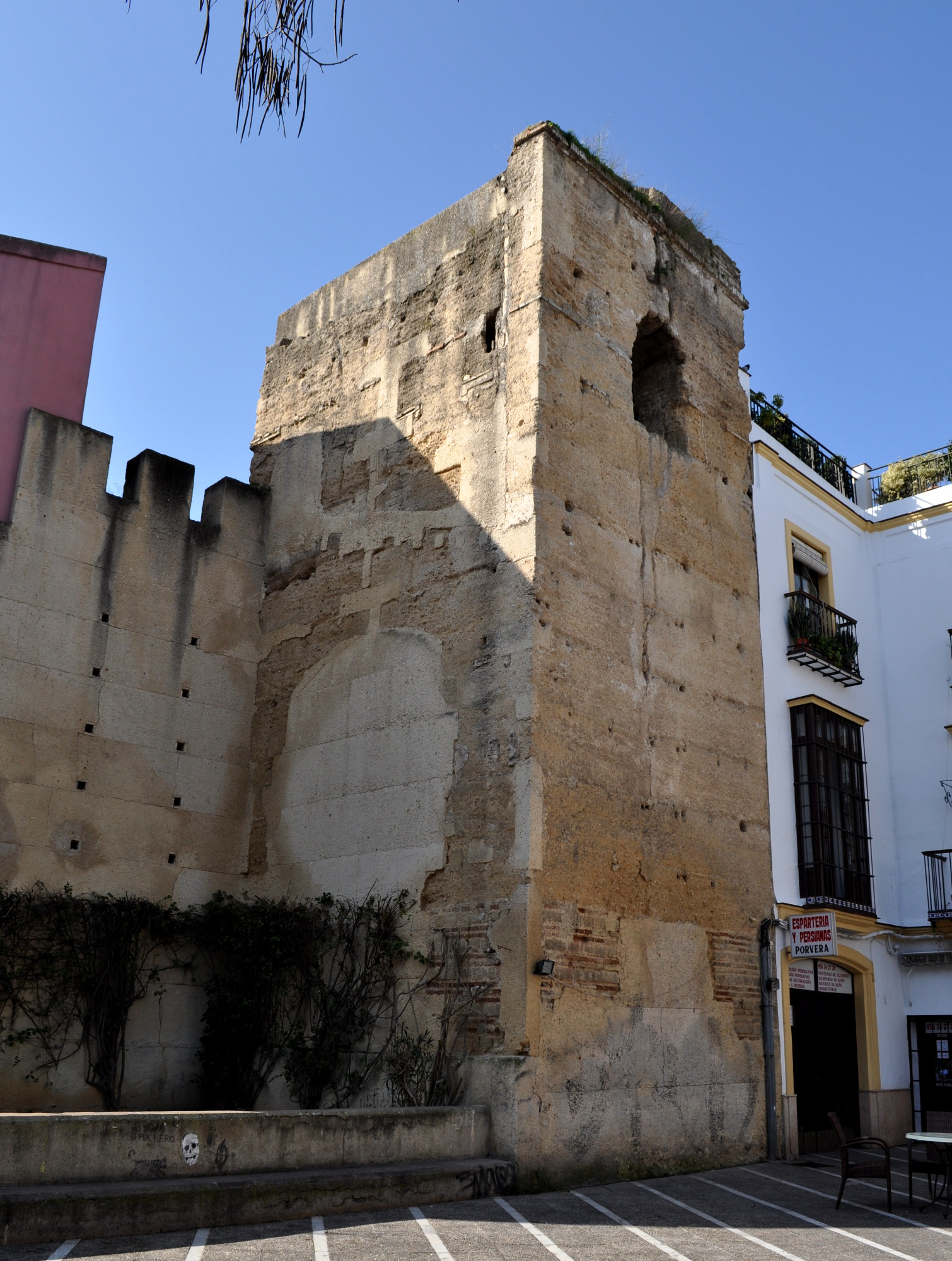
Torreón de la Puerta Nueva de la muralla.

Debe su nombre  a la frase habitual de aquella época de "por vera de la muralla", es decir, “al lado de la muralla”.
Durante siglos recibió otros nombres tales como Duque de la Victoria o Sagasta

## Edificios de interés
- Edificio Porvera 3: Erigido a principios del XIX con diseño arquitectónico de la escuela Garnier. El inmueble forma parte del primitivo recinto amurallado de Jerez, y tanto en su interior como en su exterior aparecen trazos de muralla en su estado original.
- Escuela de Arte: antiguamente Convento de los Mínimos. Calle Porvera nº 54.
- Casa de Pemartín. Esquina con Alameda Cristina.
- Casa de Abrantes. De fachada del siglo XVIII (esquina con calle Escuelas).
- Palacio de Marqués de Casa Arizón.
- Iglesia de la Victoria.
- Torreón de la Puerta Nueva, esquina con calle Chancillería: comprada por Diego de Orbaneja y Pérez al Ayuntamiento en 1861.[4]